# Shawn Johnson

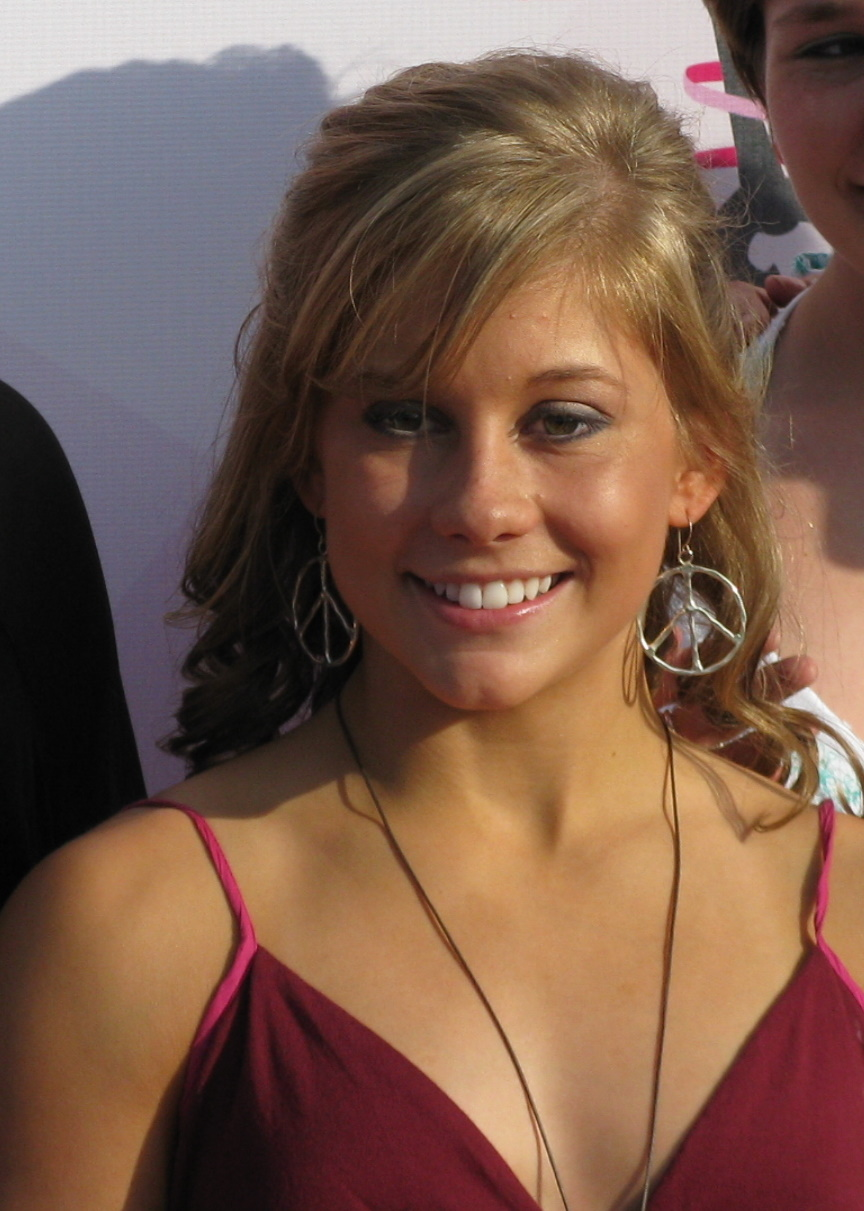
Shawn Johnson East bei der Brustkrebsgala „Frosted Pink With a Twist“, September 2008

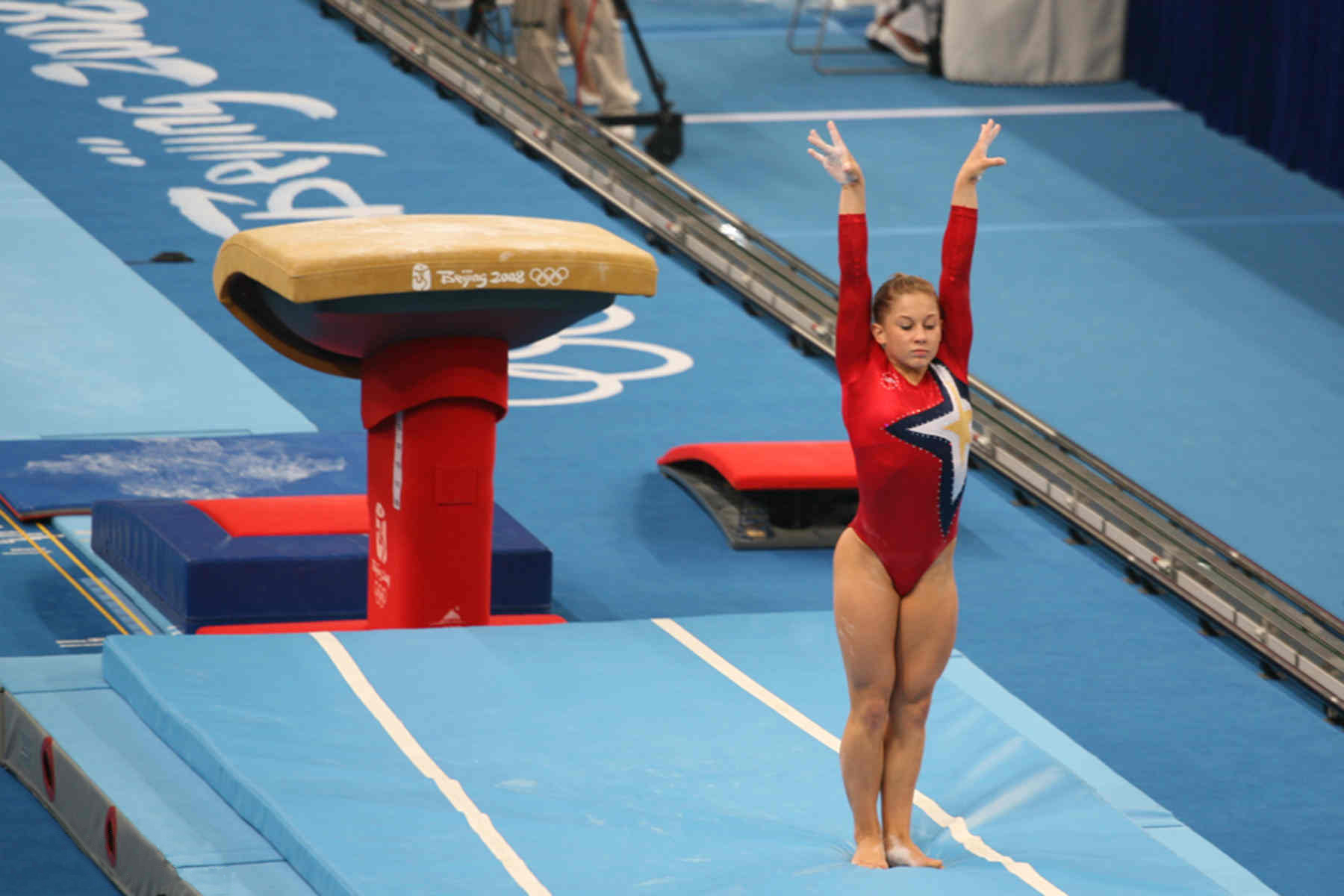
Shawn Johnson East bei den Olympischen Spielen in Peking

Shawn Machel Johnson East (* 19. Januar 1992 in Des Moines, Iowa als Shawn Machel Johnson) ist eine ehemalige US-amerikanische Kunstturnerin.

## Sport
Shawn Johnson begann 1995 mit dem Turnen. Bei den US-Junioren-Meisterschaften 2006 in St. Paul erreichte sie ihre ersten herausragenden Ergebnisse: Sie gewann die Titel beim Sprung, auf dem Schwebebalken, am Boden und im Mehrkampf; am Stufenbarren gewann sie die Silbermedaille. Ab 2007 startete sie im Elite-Bereich und gewann in San Jose bei ihren ersten Meisterschaften die Titel am Boden, auf dem Schwebebalken und im Mehrkampf; am Stufenbarren kam Bronze hinzu. Bei den Pan-Amerikanischen Spielen in Rio de Janeiro gewann Johnson mit der Mannschaft, im Mehrkampf, am Stufenbarren und auf dem Schwebebalken; am Boden wurde sie Zweite. Ebenfalls sehr erfolgreich startete sie bei den Weltmeisterschaften in Stuttgart und gewann mit der Mannschaft, im Mehrkampf und am Boden; am Schwebebalken wurde sie Achte. Bei den US-Meisterschaften gewann sie erneut den Titel im Mehrkampf.
Erfolgreich verliefen für Johnson auch die Olympischen Sommerspiele 2008 in Peking: Sie gewann sowohl mit der Mannschaft, als auch im Mehrkampf hinter ihrer Landsfrau Nastia Liukin und am Boden hinter der Rumänin Sandra Izbașa Silber. Am Schwebebalken konnte sie die Goldmedaille erringen.
2010 riss sich Johnson das Kreuzband beim Skifahren. Nach zwei Operationen wagte sie 2011 ein Comeback. Schmerzen am Knie zwangen sie bei den Visa Championships 2011 allerdings, auf das Bodenturnen zu verzichten und nur eine vereinfachte Balkenübung ausführen. Für die Weltmeisterschaften in Tokio konnte sie sich nicht qualifizieren. 2012 gab sie ihren Rücktritt aus dem Sport bekannt. In der Folge entwickelte sie eine Schmerzmittelabhängigkeit, die sie nach eigenen Angaben nach sieben Jahren überwand.

## Privates
Shawn Johnson besuchte eine öffentliche High School in Iowa. Spätestens durch den Gewinn der Goldmedaille bei den Olympischen Spielen gewann sie an Popularität in den USA. Unter anderem sprach sie die Pledge of Allegiance beim Nominierungsparteitag der Demokratischen Partei 2008. Im Juli 2015 verlobte sie sich mit ihrem Freund Andrew East. Am 16. April 2016 fand ihre Hochzeit statt. 2017 zunächst von einer Fehlgeburt betroffen, gab das Paar die Geburt ihres ersten Kindes, einer Tochter, am 29. Oktober 2019 bekannt. Ihr zweites Kind, ein Sohn, wurde am 19. Juli 2021 geboren. Im Juli 2023 gaben Johnson und ihr Ehemann auf ihrem YouTube-Kanal bekannt, dass sie ihr drittes Kind erwarten.

## Sonstiges
2009 gewann Shawn Johnson die 8. Staffel der Tanzshow Dancing with the Stars. Im Finale setzte sie sich zusammen mit Profi-Tanzpartner Mark Ballas gegen Gilles Marini und Melissa Rycroft durch. Somit ist sie mit 17 Jahren die bisher jüngste Gewinnerin der Show. In der All-Star-Version im Herbst 2012 erreichte sie an der Seite von Derek Hough den zweiten Platz hinter Melissa Rycroft.